# 庄涛
庄涛，原名庄如英，一九一八年二月三日出生于浙江宁波，中国研究日本政治与经济事务专家。一九三八年在读了美国记者埃德加·斯诺撰写的“西行漫记”后，她奔赴了当时中国共产党领导下的延安。庄涛一九四二年在延安与日共领袖野坂参三相爱结婚，后得知野坂参三已有家室，在一九四六年抗战结束时庄涛拒绝与其同行返日。一九四八年她随中共中央转战河北平山县，与辛亥革命先驱黄兴之子黄乃结合，育有一子，一九五零年离异。一九四九年中华人民共和国成立后，庄涛在中共中央对外联络部工作，重点研究日本政治及经济形势，并陪同周恩来总理和毛泽东主席会见来访的日本民间代表团。一九五三年十一月庄涛与同在中联部任职的越南政治事务研究员张翼组成了新的家庭，养育有三个子女。一九五九年十月，野坂参三在率团访华期间，请周恩来总理转达其想与庄涛会面之意，被庄涛婉言谢绝。多年来庄涛对日本政治和经济的研究孜孜不倦，一丝不苟并尽享其乐。上世纪七十年代初，在周恩来的领导下，她参与起草了中日邦交正常化的事前文件，并参加了之后的建交谈判工作。一九七八年一月十日，庄涛在北京病逝。